# Tondela
Tondela község Portugália középső részén, Viseu kerületben. Területe 371,22 négyzetkilométer. Tondelo lakossága 28 946 fő volt a 2011-es adatok alapján. A községben a népsűrűség 77,98 fő/ négyzetkilométer. A községben 19 település található. Északról Vouzela, délről Oliveira de Frades, északkeletről Viseu, délkeletről Carrega do Sal, délnyugatról Mortágua, nyugatról Agueda határolja. Viseu után a megye legvárosiasabb és legnagyobb népsűrűségű községe.
Tondela város a község központja. Lakosainak száma 4500 fő.

## Demográfia
| Tondela népessége (1801 – 2011) | Tondela népessége (1801 – 2011) | Tondela népessége (1801 – 2011) | Tondela népessége (1801 – 2011) | Tondela népessége (1801 – 2011) | Tondela népessége (1801 – 2011) | Tondela népessége (1801 – 2011) | Tondela népessége (1801 – 2011) | Tondela népessége (1801 – 2011) | Tondela népessége (1801 – 2011) |
| ------------------------------- | ------------------------------- | ------------------------------- | ------------------------------- | ------------------------------- | ------------------------------- | ------------------------------- | ------------------------------- | ------------------------------- | ------------------------------- |
| 1801                            | 1849                            | 1900                            | 1930                            | 1960                            | 1981                            | 1991                            | 2001                            | 2011                            |                                 |
| 3 417                           | 17 880                          | 30 622                          | 34 632                          | 38 917                          | 35 906                          | 32 049                          | 31 152                          | 28 946                          |                                 |

## Elhelyezkedése
Tondela Viseu kerületben helyezkedik el. Közigazgatásilag a község 19 települést (freguesias) foglal magába, melyek a következők:
| - Barreiro de Besteiros e Tourigo - Campo de Besteiros - Canas de Santa Maria - Caparrosa e Silvares - Castelões - Dardavaz - Ferreirós do Dão - Guardão - Lajeosa do Dão - Lobão da Beira | - Molelos - Mouraz e Vila Nova da Rainha - Parada de Gonta - Santiago de Besteiros - São João do Monte e Mosteirinho - São Miguel do Outeiro e Sabugosa - Tonda - Tondela e Nandufe - Vilar de Besteiros e Mosteiro de Fráguas |

## Látnivalók
- Capela de Nossa Senhora do Campo
- Estação de Arte Rupestre de Alagoa
- Estação de Arte Rupestre de Molelinhos
- Igreja Velha de Santa Maria
- Solar dos Soares de Albergaria
- Anta da Arquinha da Moura / Anta da Penela
- Antiga Casa da Cadeia de São Miguel do Outeiro
- Antiga Igreja Matriz
- Antigo Hospital de Tondela
- Calçada Romana de Mosteiro de Fráguas
- Casa de Tomás Ribeiro
- Estátua de Homenagem ao Emigrante
- Ponte Romana de Ferreirós do Dão
- Ponte Romana de Nandufe
- Solar com janelas manuelinas
- Solar de Vilar de Besteiros
- Solar do Casainho
- Troço de Calçada Romana em Mosteiro de Fráguas

## Fordítás
Ez a szócikk részben vagy egészben  a   Tondela című angol Wikipédia-szócikk ezen változatának fordításán alapul.  Az eredeti cikk szerkesztőit annak laptörténete sorolja fel. Ez a jelzés csupán a megfogalmazás eredetét és a szerzői jogokat jelzi, nem szolgál a cikkben szereplő információk forrásmegjelöléseként.